# Nejo (woreda)
Pour les articles homonymes, voir Nejo.
Nejo est un woreda de l'ouest de l'Éthiopie situé dans la zone Mirab Welega de la région Oromia. Il a 130 909 habitants en 2007 et porte le nom de son centre administratif Nejo.
Limitrophe de la région Benishangul-Gumuz à l'est, le woreda est entouré dans la zone Mirab Welega par Boji Dirmeji, Boji Chekorsa, Jarso et Kiltu Kara. Son voisin immédiat du côté Benishangul-Gumuz est Agalo Mite dans la zone Kamashi.
Le centre administratif, Nejo, se trouve à 73 km au nord-ouest de Gimbi sur la route en direction d'Asosa.
Were Jiru et Gori sont des localités situées une vingtaine de kilomètres plus loin sur la même route,.
Des gisements d'or ont été exploités dans la région.
Au recensement national de 2007, le woreda compte 130 909 habitants dont 19 % de citadins.
La majorité des habitants du woreda (64 %) sont protestants, 34 % sont orthodoxes, 2 % sont musulmans et 1 % sont catholiques.
La population urbaine comprend 18 998 habitants à Nejo, 2 900 habitants à Gori et 2 607 habitants à Were Jiru.
En 2022, la population du woreda est estimée à 199 596 personnes avec une densité de population de 199 personnes par km2 et 1 004 km2 de superficie sur le même périmètre qu'en 2007.
Une carte récente montre toutefois de nouvelles subdivisions qui n'existaient pas en 2015,. Outre le woreda enclavé correspondant à la ville de Nejo, un  nouveau woreda apparaît désormais, il s'agit probablement du vingt-troisième woreda de la zone Mirab Welega listé par ailleurs sous le nom de Leta Sibu.